# Élection pontificale de 1277
L'élection pontificale de 1277 est celle par laquelle les cardinaux de l'Église catholique romaine élisent un pape à la succession de Jean XXI (mort le 20 mai lors de l'effondrement du toit de son bureau au palais pontifical, après seulement huit mois de pontificat).
C'est l'une des dernières élections à ne pas se dérouler en conclave. La procédure du conclave avait été édictée par le pape Grégoire X en 1274, par la bulle pontificale Ubi periculum, avant d'être suspendue par Adrien V puis révoquée par Jean XXI. Le conclave, en enfermant et isolant le Collège des cardinaux, avait pour but de contraindre les cardinaux-électeurs à prendre leur décision rapidement. Une fois la bulle révoquée, plus rien n'oblige les cardinaux à se hâter. L'élection de 1277 dure alors six mois,.

## Contexte
La question politique majeure sous-tendant l'élection est celle de savoir « si le nouveau pape sera favorable à Charles d'Anjou et au contrôle par ce dernier de la ville de Rome et de la Toscane, ou bien s'il s'opposera à lui ».

## Cardinaux-électeurs
Il n'y a que huit cardinaux à cette date. L'un d'eux, le Français Simon de Brion, est absent ; les électeurs présents se divisent en factions. Trois (Anchero Pantaléon, Guillaume de Bray et Goffredo da Alatri) sont angevins, partisans du prince Charles d'Anjou, tandis que trois autres (Giovanni Gaetano Orsini, son neveu Matteo Orsini Rosso, et Giacomo Savelli), romains, s'opposent aux desseins de Charles en Italie. Le Français Bertran de Saint-Martin, cardinal de Sainte-Sabine, n'appartient à aucune faction.

## Résultat
Charles d'Anjou s'oppose à Giovanni Gaetano Orsini, le candidat de la faction romaine, et pendant de longs mois le Collège des cardinaux est paralysé par le désaccord politique entre ses factions. Finalement, les magistrats de Viterbe, où sont réunis les cardinaux, séquestrent ces derniers, prenant l'initiative de raviver la méthode du conclave pour accélérer la décision. Les cardinaux divisés choisissent leur doyen, Orsini, le 25 novembre - un revers pour les Angevins. Il devient le pape Nicolas III.